# De bello Africo
De bello Africo (auch Bellum Africum, d. h. „Afrikanischer Krieg“) ist der Titel eines antiken, in lateinischer Sprache verfassten Geschichtswerks über die von Gaius Iulius Caesar und dessen Offizieren im Zeitraum von  Anfang Oktober 47 v. Chr. bis Ende Mai 46 v. Chr. (nach dem Julianischen Kalender) in Nordafrika ausgetragenen Kämpfe.
Da Caesar infolge seines gewaltsamen Todes (15. März 44 v. Chr.) die Beschreibung seines Gallischen Kriegs und seines Bürgerkriegs gegen Gnaeus Pompeius Magnus und dessen Söhne nicht mehr abschließen konnte, vervollständigten hochrangige Offiziere im Umfeld des ermordeten Feldherrn dessen Kommentare (de bello Gallico, de bello civili) in ergänzenden Schriften. In der daraus entstandenen Gesamtausgabe ist der „Afrikanische Krieg“ chronologisch gesehen das vorletzte Buch; es schließt an das auch andere als Caesars Kämpfe in Alexandria enthaltende Buch De bello Alexandrino an und wird vom über Caesars Kriege in Spanien handelnden Buch De bello Hispaniense fortgesetzt. Diese drei letzten Bücher der Gesamtausgabe schließen aber zeitlich nicht lückenlos aneinander an; der jeweils dazwischenliegende Aufenthalt Caesars in Rom wird nicht erzählt.
Die Schrift De bello Africo umfasst ein Buch von 98 Kapiteln. Sie wurde anonym herausgegeben; der Autor war schon Sueton unbekannt. Die Wahrung der Anonymität der Autoren der drei letzten Bella war wohl von Anfang an beabsichtigt; es sollte kein anderer Autorenname als jener Caesars überliefert werden. Jedenfalls war der Autor des Bellum Africanum ein Augenzeuge der von ihm berichteten Ereignisse und treuer Anhänger Caesars, wahrscheinlich ein Mitglied der fünften Legion. Zwar hatte er kein tieferes Verständnis für die militärischen Unternehmungen, doch schilderte er sie klar und anschaulich. Sein Stil ist volkstümlich; bewusst archaische Ausdrücke und dichterische Passagen fehlen. Beginnend mit Caesars Aufbruch von Lilybaeum auf Sizilien im Oktober 47 v. Chr. und der Überfahrt nach Nordafrika werden die dortigen Kämpfe Caesars chronologisch geschildert, wobei die Erzählung seines Siegs in der Schlacht bei Thapsus einen Höhepunkt dargestellt. Das Buch schließt mit Caesars Rückkehr nach Rom im Mai 46 v. Chr. Es fehlt eine Einleitung, auch werden keine Exkurse eingelegt. Im Gegensatz zu Caesar, der häufig das zeitliche Nacheinander von Ereignissen hervorhebt, verwendet der Verfasser des Bellum Africanum eher Ausdrücke der Gleichzeitigkeit und erweckt hiermit den Eindruck der engeren Verzahnung der von ihm geschilderten Vorkommnisse. Zu dieser Erzähltechnik gehört der häufige Perspektivenwechsel von einer Partei zur anderen.